# Feda
Feda és un poble del municipi de Kvinesdal al comtat d'Armilla-Agder, a Noruega. El poble és al nord del Fedafjorden, a uns 10 quilòmetres al sud-oest del poble de Liknes i a uns 12 quilòmetres a l'est de la ciutat de Flekkefjord. La vila té una grandària de 0,49 quilòmetres quadrats, i una població (any 2015) de 404 habitants (per tant, una densitat de població de 824 habitants per quilòmetre quadrat).
L'autopista europea E39 travessa el poble. Feda és la llar de la planta conversora NorNed (d'HDVC). L'estació va ser construïda a la vora d'una extinta esubestació elèctrica. L'església de Feda és al mateix poble, servint la part del sud del municipi de Kvinesdal.
Entre els anys 1900 i 1963, Feda era el centre administratiu del municipi de Feda.

## Nom
El municipi (abans una parròqua) s'anomena així per l'antiga granga "Fede". El nom de la granja prové del riu Fedaelva, que flueix al fiord Fedafjorden, prop de la granja.

## Galeria fotogràfica

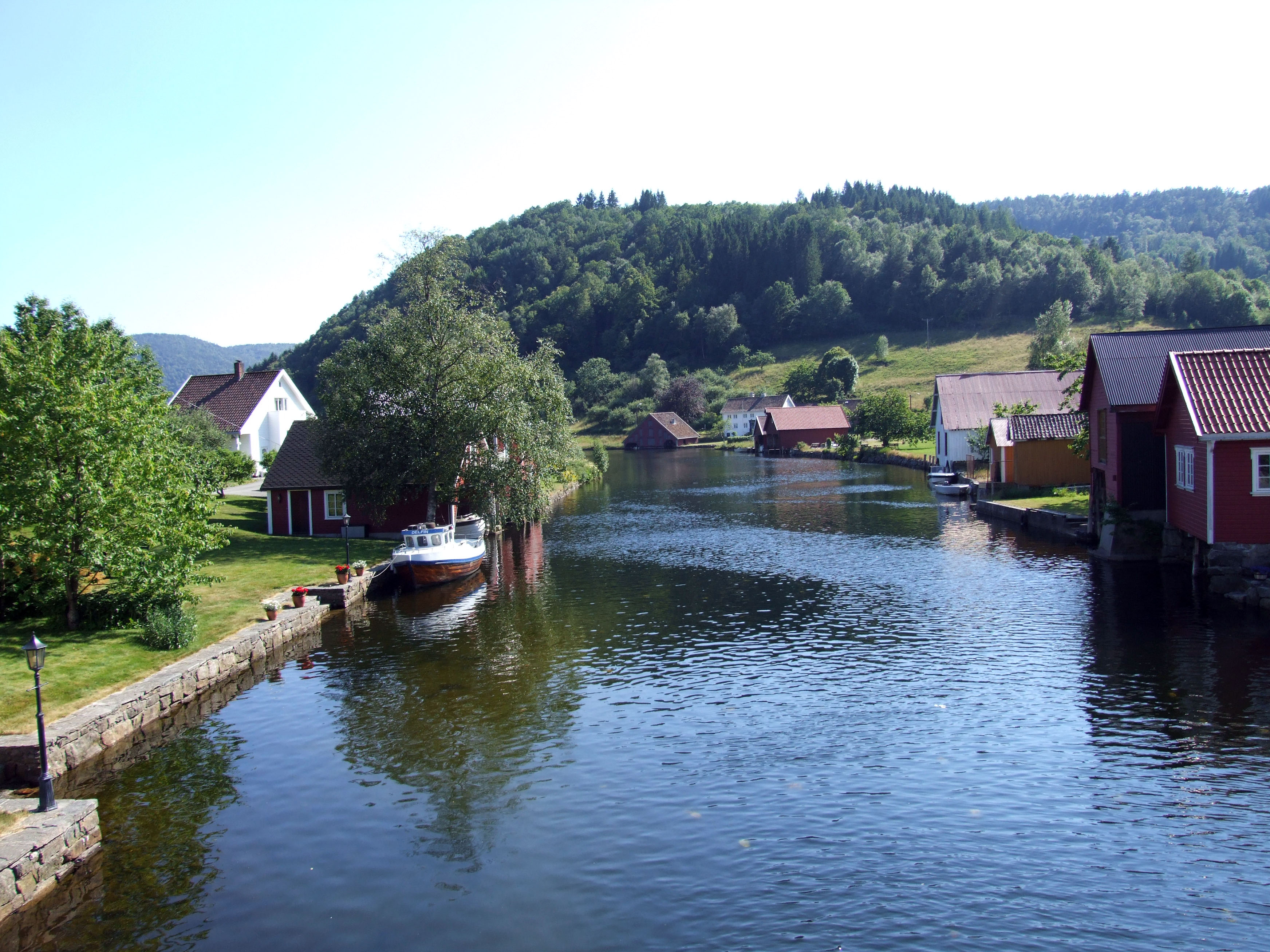
Vista de Feda del pont a través del Fedafjorden
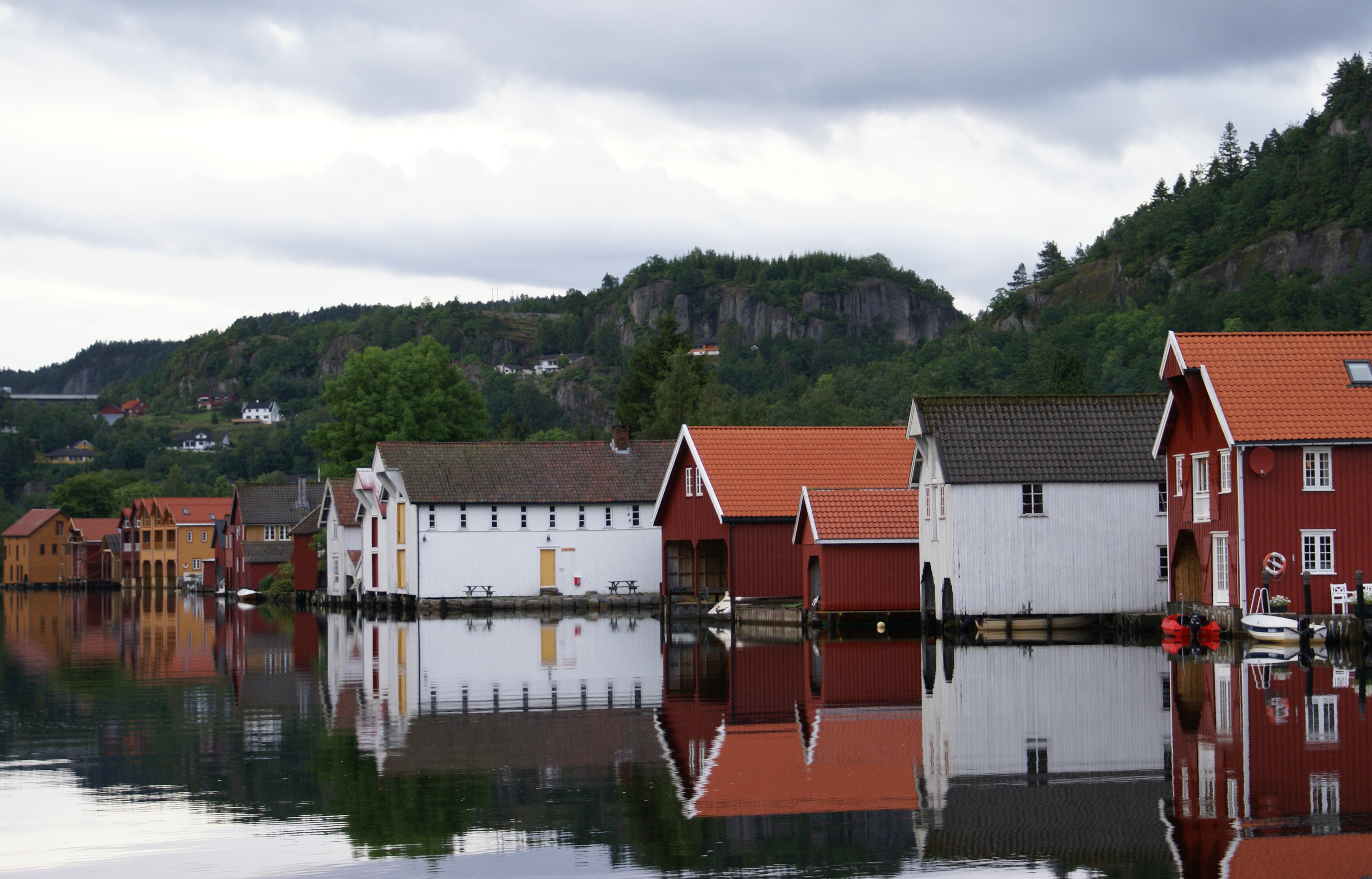
Vista de Feda